# Bradgate Park

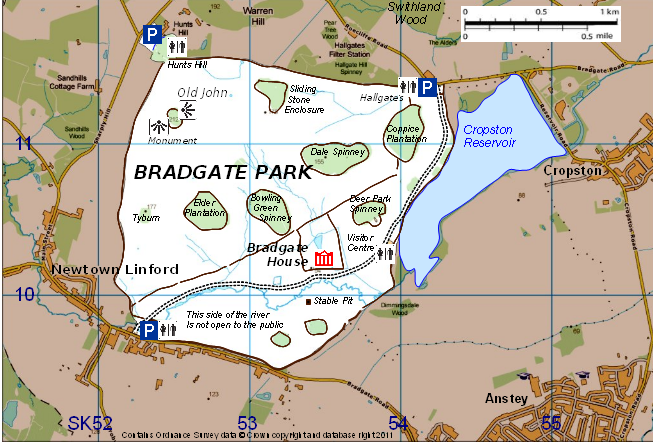
Mapa Bradgate Parku

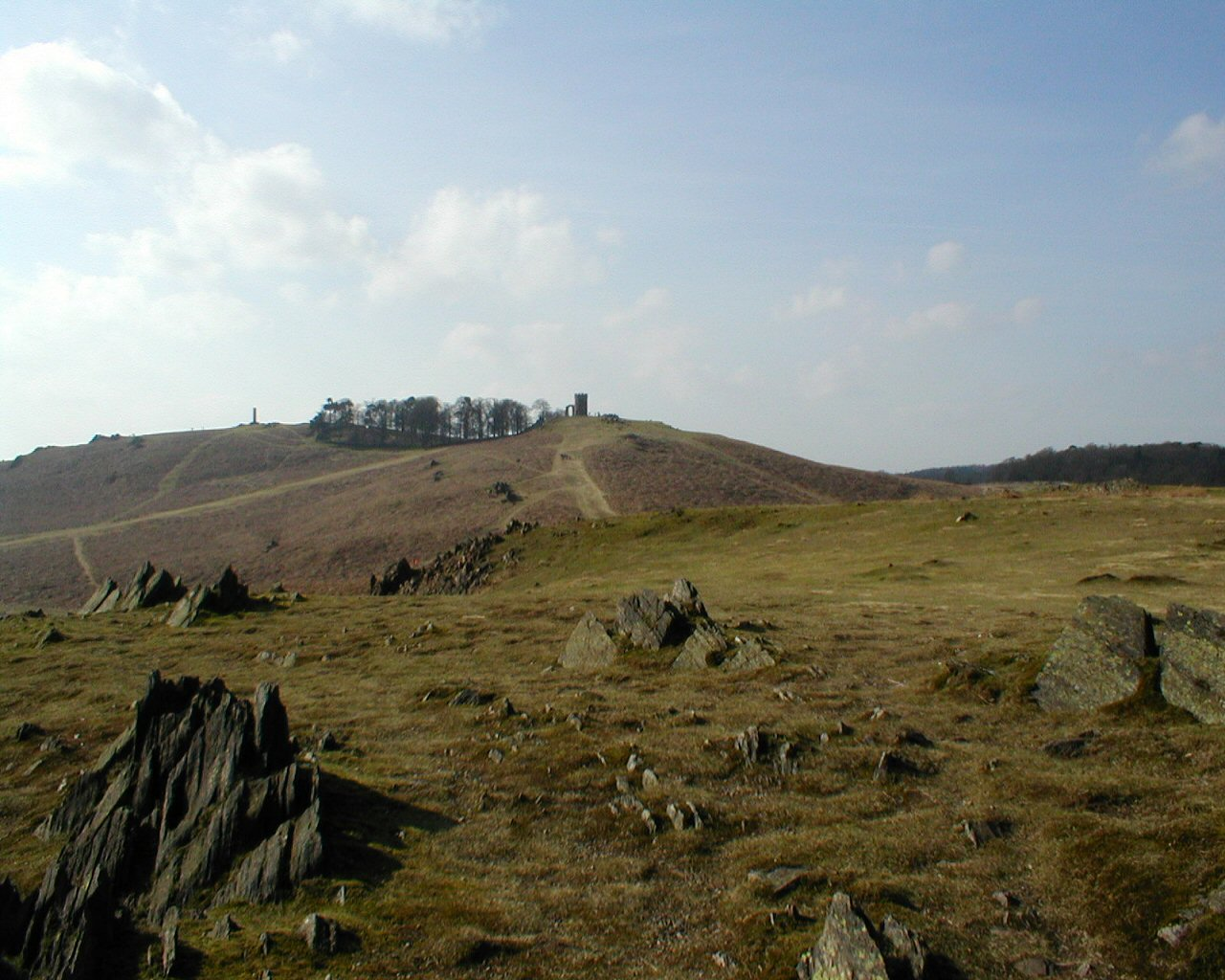
Bradgate Park

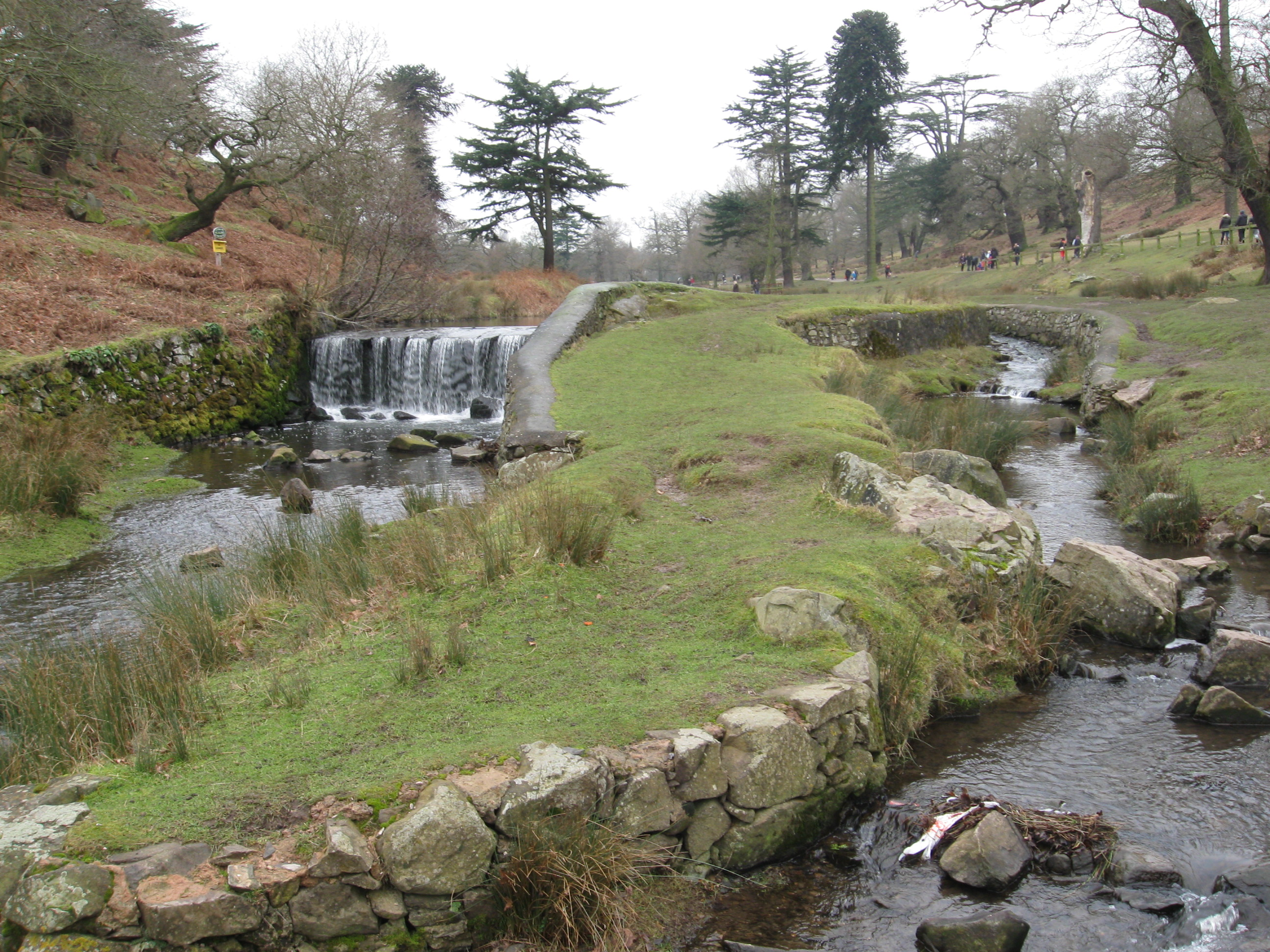
Rzeka Lin w parku

Bradgate Park – park w środkowej Anglii (Wielka Brytania), w hrabstwie Leicestershire, położony w obrębie Charnwood Forest, na północny zachód od miasta Leicester. Powierzchnia parku wynosi 850 hektarów. Obok parku znajdują się miejscowości Anstey, Cropston, Newtown Linford, Woodhouse Eaves i Swithland. Przez park przepływa rzeka Lin, a w jego sąsiedztwie znajduje się zbiornik wodny Cropston Reservoir.
W parku znajdują się ruiny zamku Bradgate House zbudowanego około 1520 roku.

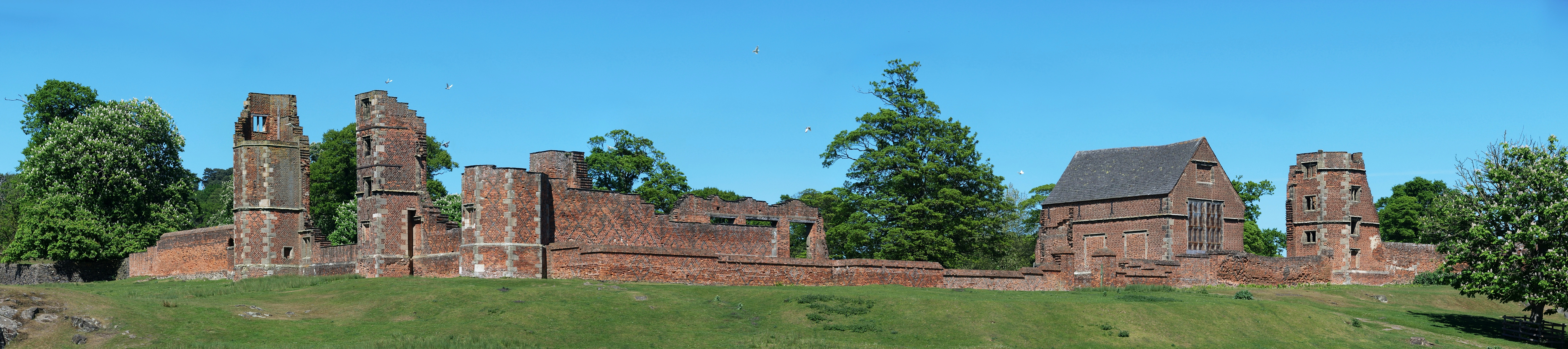
Ruiny zamku Bradgate House

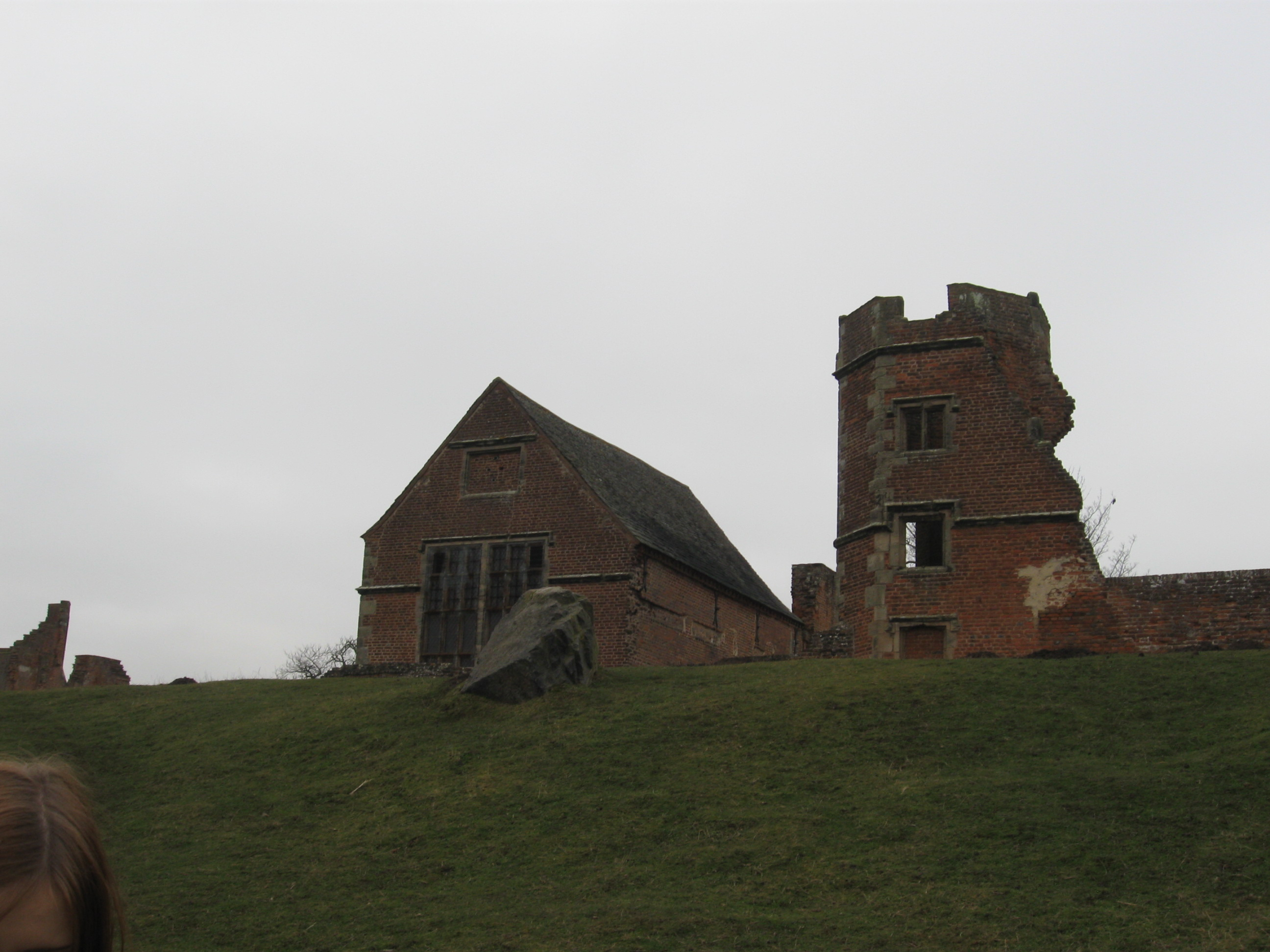
Ruiny zamku w parku

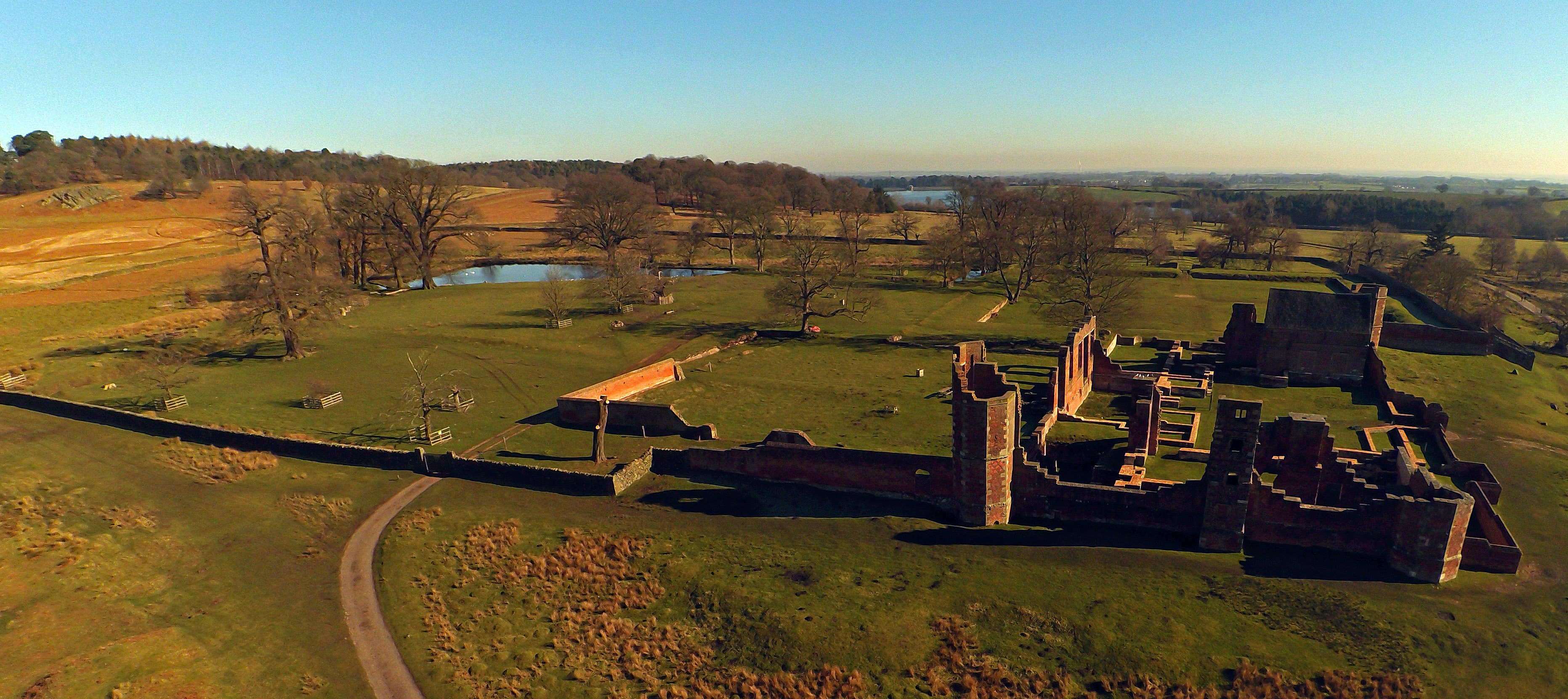
Ruiny zamku

## Fauna i flora

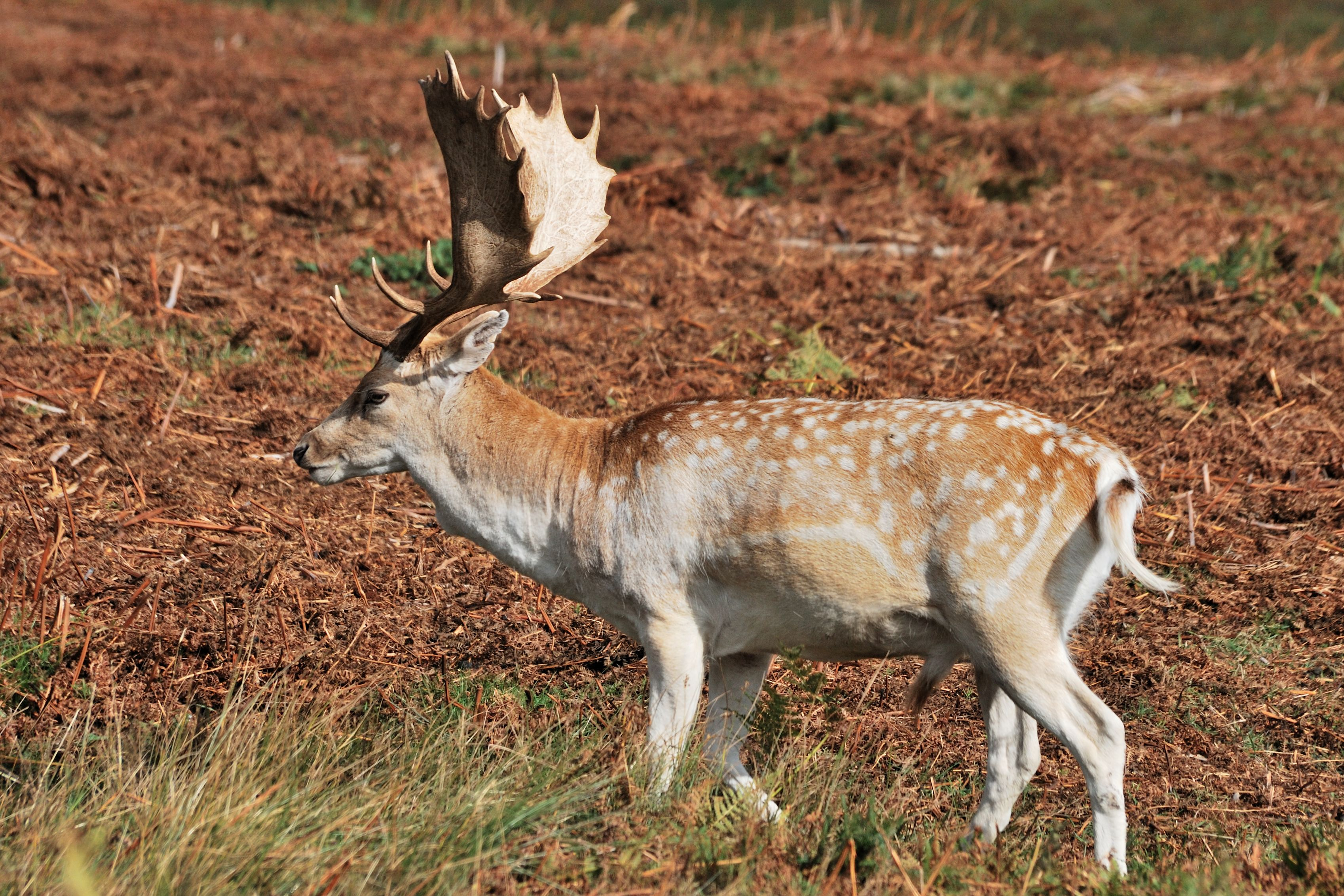
Daniel w Bradgate Park

Park położony na wzniesieniach częściowo skalistych porośnięty wysoką trawą oraz paprociami. W parku rośnie wiele sosen oraz różne gatunki drzew liściastych. Istnieje wiele dębów, które mają po kilkaset lat.
W parku żyje wiele gatunków zwierząt a szczególnie duże stada jeleni i danieli, które praktycznie są oswojone w stosunku do człowieka.

## Turystyka
Przy wejściach do parku znajdują się płatne parkingi samochodowe. W miejscowościach obok parku znajduje się wiele kawiarni, pubów oraz restauracji otwartych przez cały rok.

## Komunikacja
Do Bradgate Parku można dojechać autobusami komunikacji miejskiej z miasta Leicester, Coalville.
Do parku dojeżdżają autobusy linii 74,120, 123, 154.